# Mary Girling
Mary Ann Girling (1827-1886) foi uma líder religiosa inglesa, a fundadora da seita chamada "O Povo de Deus", também conhecida como New Forest Shakers.

## Vida
Girling era filha de William pancada (ou Clowting), um pequeno agricultor, nascido na freguesia de Little Glemham, Suffolk, em 27 de abril de 1827. Ela tinha pouca educação formal, e suas cartas estavam cheios de erros ortográficos e gramaticais, mas ela era considerada bastante inteligente. Quando ela tinha 16 anos, ela se casou com George Stanton Girling na Igreja Anglicana. Ele foi primeiro um marinheiro, depois um instalador em uma fundição de ferro e depois um comerciante geral em Ipswich. Ela teve oito abortos e dois filhos sobreviventes.
Girling teve uma visão de Jesus Cristo no dia de Natal de 1858; Natal de 1864, ela começou a acreditar que era uma nova encarnação da Deidade. Um sinal disso estava nos estigmas que apareciam nas mãos, pés e laterais. Ela costumava descrever minuciosamente a emoção extraordinária que a dominava no momento em que experimentava o chamado divino. A partir desse período, ela proclamou a nova revelação e falou como com conhecimento absoluto dos mistérios ocultos.
Ela reuniu ao seu redor uma pequena companhia de homens e mulheres, pertencendo em grande parte às classes trabalhadoras. Seu primeiro ponto de encontro para culto público foi em 107 Bridge Road, Battersea, Londres, onde em agosto de 1870 eles atraíram muita atenção. Eles geralmente eram chamados de shakers, mas eles mesmos nunca aceitaram esse nome, mas sempre falavam de sua comunidade como os Filhos de Deus.
Em 1871, Girling havia sido impedida de pregar nas capelas metodistas às quais havia participado anteriormente. Provavelmente isso se deveu em parte ao seu estilo de pregação - uma testemunha ocular que a chamou de "a alta sacerdotisa do jumperismo" escreveu "a mulher orava com volubilidade e usava seus longos braços livremente em gesticulação... na verdade, gritando de uma maneira que eu pensei que poderia ter causado um salto ou dois." No entanto, isso também refletiu desconforto com suas reivindicações cada vez mais públicas de divindade.
Em 2 de janeiro de 1872, os Filhos de Deus se mudaram de Londres e se estabeleceram perto de Hordle, em New Forest, Hampshire, onde Miss Julia Wood, uma senhora rica, havia comprado para eles uma residência e uma fazenda, conhecida como New Forest Lodge. Wood deu £ 2.250 para a propriedade, na qual havia uma hipoteca de £1.000. Aqui, a comunidade aumentou para 160 pessoas, que aprenderam a considerar a sra. Girling, "sua mãe", com ternura, amor e reverência. Ela devia sua autoridade sobre seu povo à sua crença em si mesma e à sua grande força de vontade. Sua fé nela resistiu ao frio, à fome e ao sofrimento, e muitas e repetidas desgraças.
Acreditava-se que todos viveriam para sempre, e que mais cedo ou mais tarde todos reconheceriam a divindade da sra. Girling, que então governaria um mundo pacífico. Era uma mulher alta e magra, com uma carruagem ereta, um rosto forte e inteligente, olhos brilhantes, uma expressão muito boa e uma voz bastante vencedora. Ela tinha escrúpulos contra recorrer à lei, o que depois a transformou em presa fácil de seus inimigos.
A comunidade era diligente e vivia em um estado de celibato. Também seguiu as proibições de Girling ao comércio, levando-o a endividar-se e a ser despejado do New Forest Lodge em 15 de dezembro de 1874. Girling foi posteriormente declarada insana, embora o veredicto tenha sido revogado; vários anos depois, Miss Wood também foi declarada insana e passou 24 anos em um asilo.
O despejo ocorreu em clima muito severo e a condição lamentável das pessoas provocou muita comiseração, principalmente após relatos de que um bebê havia morrido de exposição. A comunidade acampou na beira da estrada por dois dias, quando eles tiveram que sair, e parte da comunidade voltou para suas casas em várias partes do país. Um Sr. Beasley ofereceu a eles o uso de um galpão, onde permaneceram por três semanas, mas o local não era grande o suficiente para que todos sentassem ao mesmo tempo. Eles encontraram um amigo no Exmo. Auberon EM Herbert, que lhes deu o uso de um celeiro na fazenda Ashley Arnewood, Lymington, com a condição de que Girling assine um acordo para "impedir que danças sem roupas ocorram entre irmãos, irmãs ou crianças", refletindo a crença generalizada de que os Filhos de Deus se envolveram em orgias, bruxaria e outras práticas desagradáveis. Depois de permanecer no celeiro de Herbert por cinco semanas, eles se mudaram para um campo que anteriormente tinham arrendado com o New Forest Lodge; quando esse contrato expirou, eles foram novamente transformados na estrada e lá viveram noite e dia por cinco semanas.
Em 1879, Girling alugou uma fazenda de dois acres chamada Tiptoe Farm, perto de Hordle. Aqui a comunidade ergueu várias cabanas de madeira com telhados de lona, com uma cabana maior e superior como local de culto público. A fazenda se tornou uma atração turística, com visitantes chegando em charabancs nos fins de semana e comprando quantidades de cerveja na casa pública próxima.
Girling anunciou publicamente sua divindade em uma carta aos jornais locais em fevereiro de 1882. A única publicação conhecida por sobreviver, no entanto, é um folheto de quatro páginas intitulado O fim da dispensação: a última mensagem para a Igreja e o mundo. Está assinado 'Jesus Primeiro e Último (Mary Ann Girling), na ponta dos pés, Hordle, perto de Lymington, Hants, 1883'. Nela ela diz:
Encerro agora esta carta com a declaração verdadeira e amorosa de que sou a segunda aparição de Jesus, o Cristo de Deus, a Noiva, a Esposa do Cordeiro, a Deusa-mãe e Salvador, a vida do céu e que não haverá outra.
Ultimamente, os Filhos de Deus escaparam ao conhecimento público, exceto pelos excursionistas que visitavam o local. O frio e a exposição finalmente revelaram a sra. Girling, e ela ficou doente. Durante sua doença, ela não perdeu a fé no que havia pregado e acreditava que nunca iria morrer, mas viveria até a segunda vinda de Cristo.
Girling foi diagnosticada com câncer no útero e morreu em Tiptoe, Hordle, em 18 de setembro de 1886 (59 anos), e foi enterrada no cemitério de Hordle em 22 de setembro. Uma grande multidão apareceu no funeral. Depois, os membros da comunidade que tinham amigos voltaram para eles e restaram apenas seis pessoas para ocupar o acampamento na Ponta dos Pés.
Girling deixou filhos, entre eles um filho mais novo, William Girling.

## Legado
Segundo o autor Philip Hoare, Girling inspirou o interesse de Andrew Thomas Turton Peterson no espiritualismo e no mesmerismo . Durante uma sessão, Peterson afirmou ter recebido os planos para o que se tornaria a Torre de Peterson em Sway, Hampshire, de Sir Christopher Wren.
Nas décadas de 1870 e 1880, os jornais locais relataram regularmente "resgates" e tentativas de fuga relacionadas aos Filhos de Deus, alegando que os membros da comunidade tinham pavor de Girling. "Enquanto estava sob o reinado de terror da sra. Girling", dizia-se que alguém tinha escrito: "Eu não tinha permissão para escrever para você ou fazer algo apenas em estrita conformidade com seus decretos".
Girling também se tornou objeto de lendas urbanas . Em Hampshire e Isle of Wight Folk Tales, autor Michael O'Leary relata que, nos anos 90, um grupo de jovens que haviam roubado uma estação de serviço escondeu o dinheiro no cemitério de Hordle. Quando um deles voltou para reivindicá-lo, ele encontrou "a figura alta, magra e angular de uma mulher, vestindo um vestido vitoriano longo e preto e um grande chapéu preto... e ela estava pulando - para cima e para baixo - para cima e para baixo... "O jovem fugiu e" a polícia o encontrou no dia seguinte, agachado em posição fetal, balançando para trás e para frente, rindo e chorando ao mesmo tempo."